# Мекензієві гори
Меке́нзієві го́ри або Кок-Ага́ч даглари́ (крим. Kök Ağaç dağları) — плоска лісиста височина, розчленована балками, у південній частині Бахчисарайського району, початок Внутрішнього пасма Кримських гір.
Розташовані за 3,5 км на північ-північний схід від міста Інкерман. Простягаються від Любимівки між долинами річок Бельбек і Чорна до села Фронтового.
Максимальна висота 337 метрів вище за рівень моря

## Опис
Висоти підвищуються з заходу на схід від 100 до 400 метрів над рівнем моря. Гори вкриті низькорослим лісом, їхні південні схили круті, північні — дещо пологіші. Схили складені білими мергелями.
На захід і північ по пологих схилах куести збігає безліч балок і ярів. Водна та вітрова ерозія призвела тут до розвитку білих мергелевих оголень. Найбільш мальовничою та багатою в плані флори є ерозійна система Камишловського яру. Буйству флори, в якій виділяються папороті, вічнозелені ліани, постінниці та плющі, сприяє і м'який клімат регіону, що поєднує в собі морські та середземноморські риси за середньої позитивної температури зимових місяців. Південні схили гір круті та стрімкі. Найбільш висока їх частина розташована в 3,5 км на північ-північний схід від міста Інкерман. Самі гори вкриті низькорослим лісом. Крім природних лісів, на Мекензієвих горах діє насіннєвий клоновий розплідник кримської сосни.

## Історія
Історична назва масиву — Кок-Агач, в перекладі з кримськотатарської мови «граб» (дослівно «сіро-блакитне дерево»).
Мекензієві гори отримали назву від імені командувача ескадрою Чорноморського флоту 1783—1786 років і одного з будівничих майбутнього міста Севастополя контр-адмірала Фоми Мекензі. У середині XVIII ст. шотландець Т. Мекензі поступив на військово-морську службу і згодом зробив блискучу кар'єру. У нагороду за службу Григорій Потьомкін подарував Мекензі ділянку землі під маєток. Хутір, що швидко виріс, природно, всі стали називати «хутір Мекензі», а згодом «хутір Мекензія». Поступово назва місця поширилася на весь гірський масив.